# خسرو أباد (مقاطعة بيجار)
خسرو أباد (بالفارسية: خسروآباد) هي قرية تقع في إيران في قسم خسرو أباد الريفي. يقدر عدد سكانها بـ 510 نسمة .